# 波斯神话

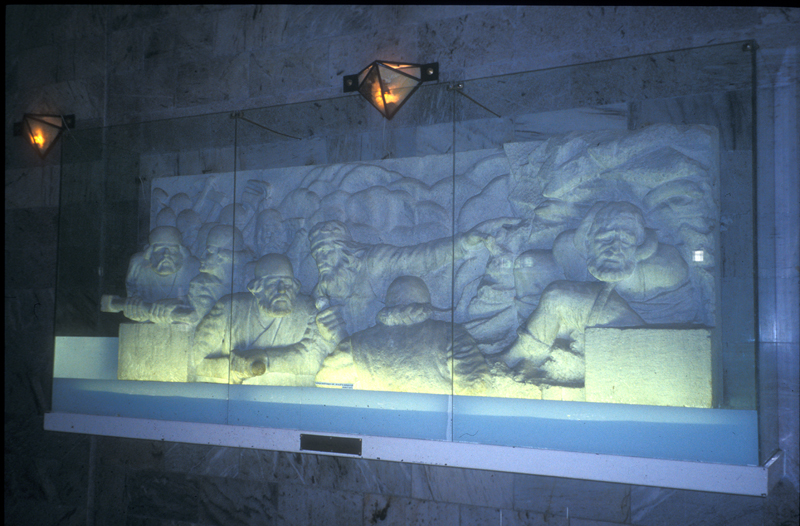
土族描绘救灾的通俗伊朗神话故事。

波斯神话涵蓋传统传说和古老起源故事，并涉及所有非凡或超自然生命。据过去伊朗的传说描述，他们反映了最初的社会态度、他们对善与恶对抗的态度、yazats（低阶神），以及英雄的功勋和神话中的生物。 神话是伊朗文化重要组成部分，当我们在伊朗的历史背景下思考会增加我们对他们的了解。
为此我们必须忽略现代政治的界限，回顾在历史发展中的大伊朗：广阔的地区覆盖了高加索地区、美索不达米亚、安纳托利亚和亚洲中部，超越现今的伊朗边境。这些地区以其高耸山脉在神话故事中扮演很多角色。公元前第二个千年通常被看作迁移时期，因为伊朗西部出现一种类似于伊朗东北早期制品的新形态陶器，揭示古代伊朗民族来过。这种浅灰到黑色的陶器出现于大约公元前1400年。它被称为“Early Grey Ware” 或“铁I”，后者名字表示在这个地区的铁器时代的开始。 

## 主要内容
波斯神话主要是一千多年前菲尔多西收录的《列王纪》。菲尔多西的作品大量借鉴归属祆教的故事和人物，不仅从《阿维斯塔》，更是从后来的诸如《班达希申》和《Denkard》以及许多其他经书。

### 神話與起源
波斯神话崇尚二論，其中人物几乎全部分为两大阵营，他们或善良或邪恶。 得到的不和谐反映了早期伊斯兰时代的民族主义理想和拜火教时期的道德伦理观念， 其中世界被认为正处于两者之间的战斗：邪恶的安格拉曼鈕和他的无数德弗（Daeva，泛称古伊朗神话传说中的魔怪，与善神为敌）还有他的非伊朗支持者， 对抗创世神阿胡拉·馬茲達。

當宇宙出現後，分為光明和黑暗，惡神安格拉曼鈕意圖侵略善神阿胡拉·馬茲達的光明國度。惡神安格拉曼鈕不敵落敗，並決心組織魔軍，再次侵略。阿胡拉·馬茲達悉知他的意圖，於是約定三千年一戰，並將他封印至黑暗深淵，直到三千年後。
這期間阿胡拉·馬茲達花了四十天創造了天空和星辰，月亮及太陽。接著造出大地與水。
他創造的第一個隻動物是隻白色牡牛，耗時七十五天。第一個人類則是卡幽馬路斯。
惡神會在光明與黑暗取得平衡之際重獲新生，安格拉曼鈕除去地下兵力之外，還創造許多有害動物如蛇蠍等等。阿胡拉·馬茲達命天狼星應戰，並降大雨，淹沒魔物。為清除魔物殘黨，善神將天狼星變成天馬好去執行任務。安格拉則派去旱魃之神話成的黑馬應戰。黑馬不敵，被打回地底。前後經過一翻激戰，阿胡拉·馬茲達取得勝利，原始牛卻不幸殞命，它的屍體幻化成不同的動物，成雙成對的在世界上繁衍。而原始人卡幽馬路斯則在阿胡拉·馬茲達的幫助下建立伊朗，成為國王，並永遠是奉善神。

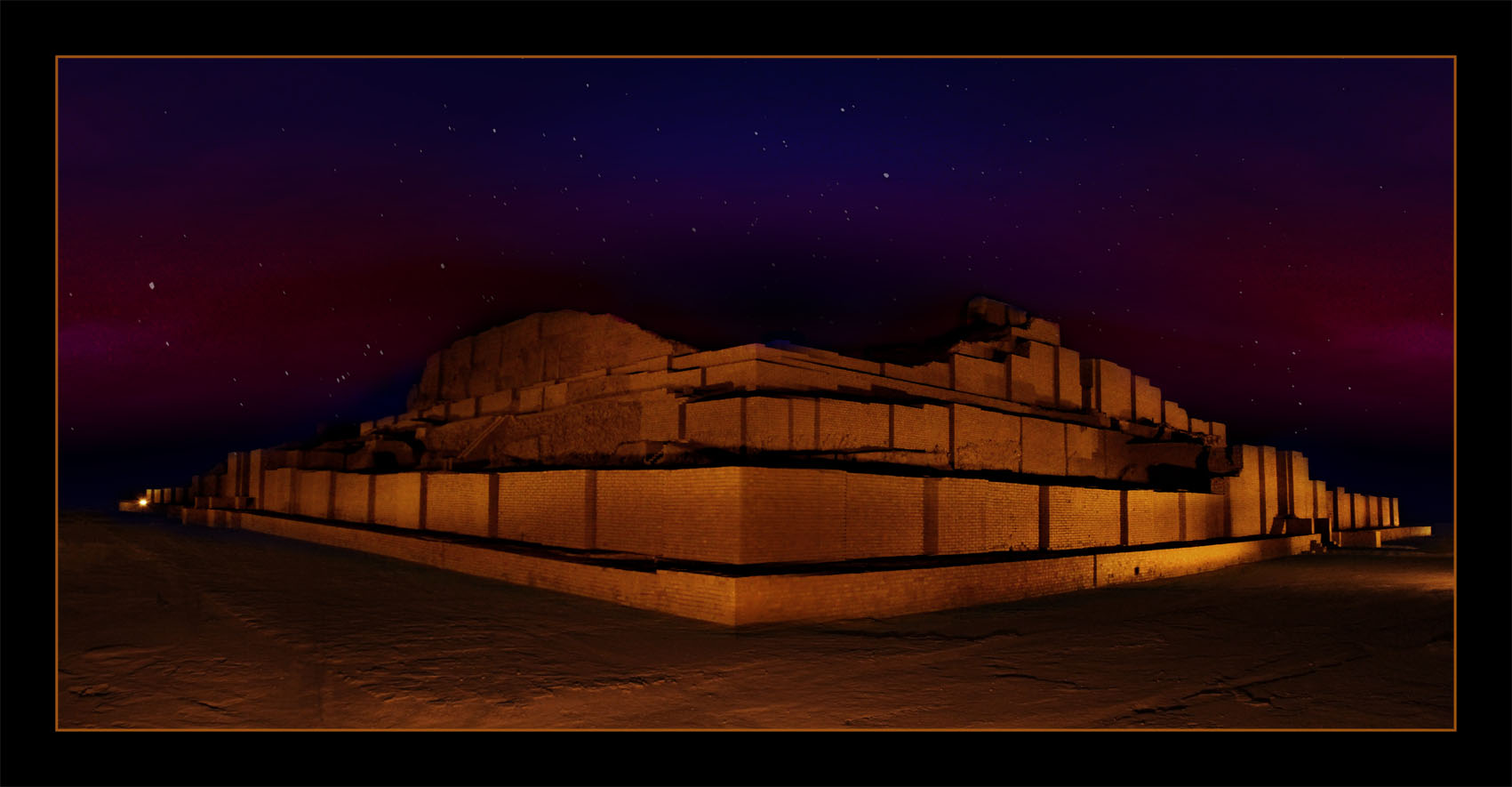
丘加赞比勒的通灵塔

## 善与恶

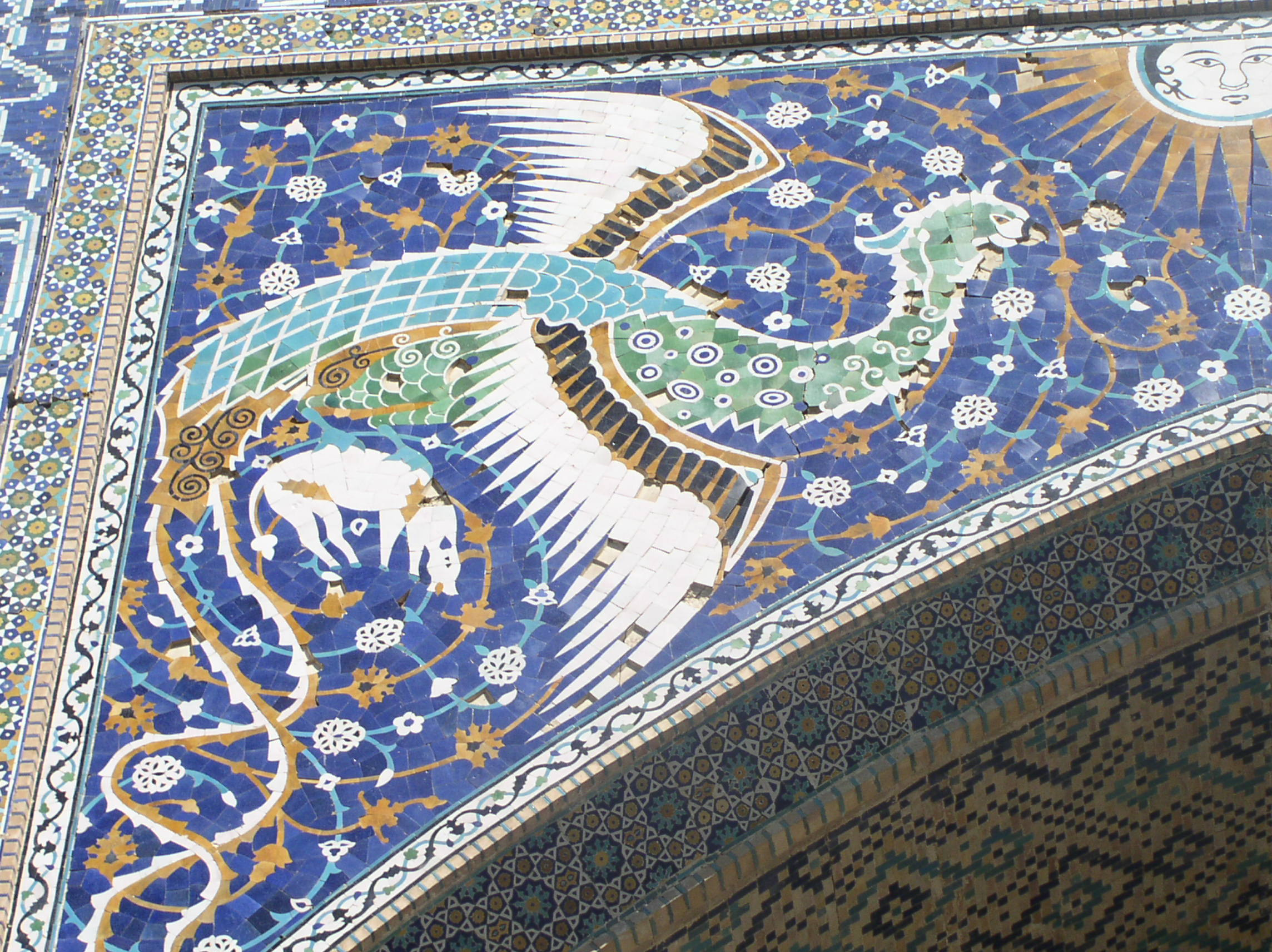
斯摩夫(Phoenix)布哈拉的Nadir Divan-Beghi穆斯林学校的外装饰.

在波斯史诗和神话中最有名的传奇人物洛斯塔姆。在栅栏的另一边是象征独裁专制的查哈克， 最终被领导大家起义反对他的Kaveh the Blacksmith打败。查哈克（Aži Dahāka） 被两条从他肩膀长出的蛇毒蛇护卫，无论被砍去多少次头，新头都会长出来守卫他。与大多数其他神话一样，蛇象征邪恶，但许多其他动物和鸟类出现在神话中，尤其是鸟象征吉祥，其中最著名的是Simorgh，一种巨大又美丽的具有强大力量的鸟；还有Homa，一种羽毛装饰王冠的王室胜利之鸟 。
精灵 （阿维斯陀语： Pairika）早期神话被认为是美丽但邪恶的女人，逐渐变得不那么邪恶的甚至更美好，到伊斯兰时期她成为类似的天堂女神的象征。

## 艺术品

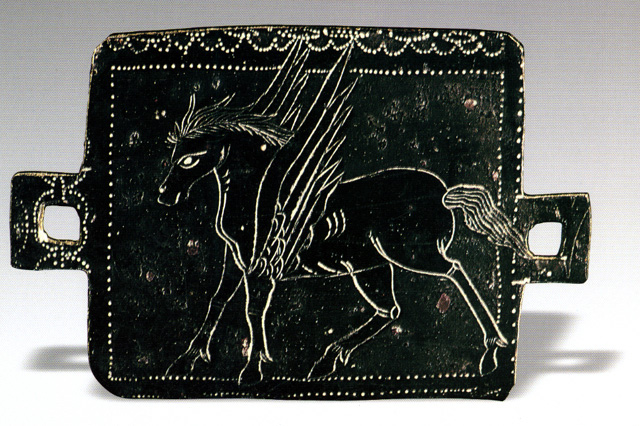
帕提亚时期描绘飞马的青铜板 （"Pegaz"波斯语）。 出土于马什基德-苏莱曼
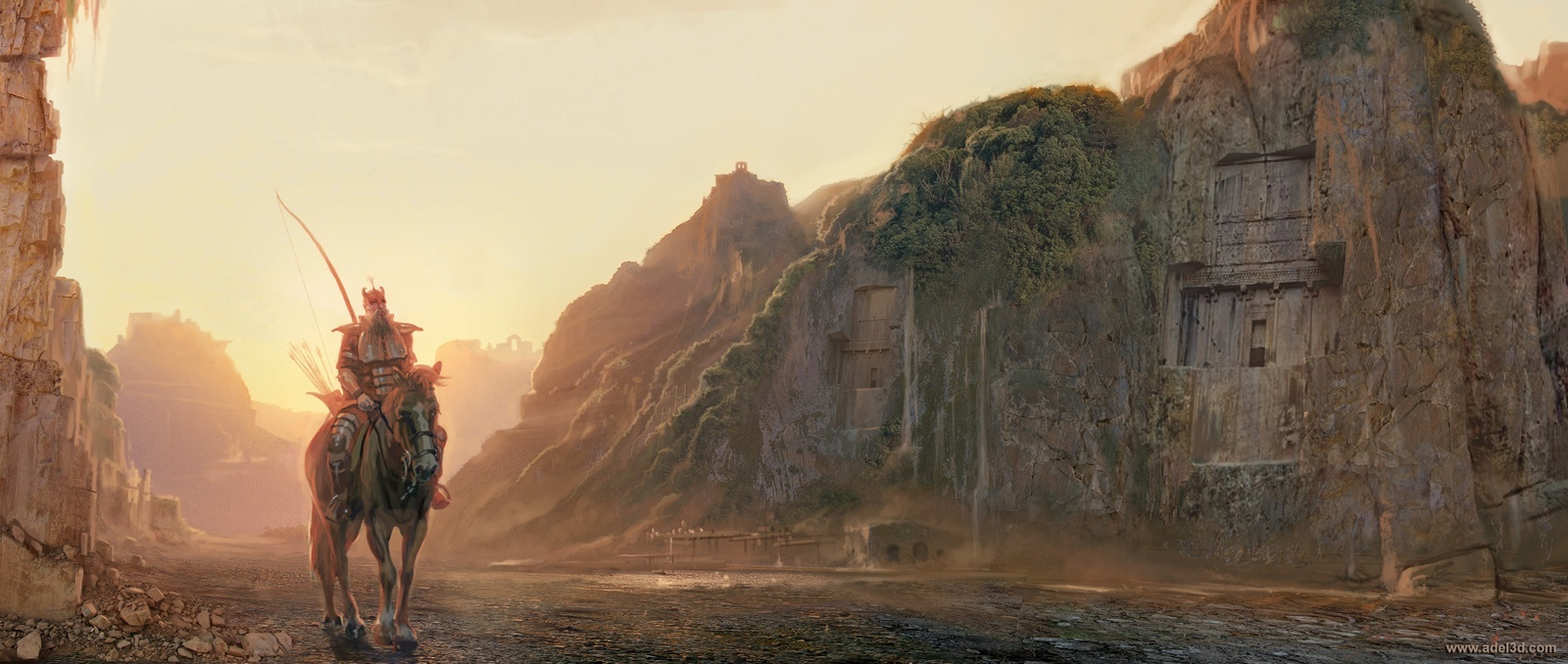
Adel Adili制作的CG     波斯，洛斯塔姆骑向历史

## 參閱
- 伊朗神话（英语：Iranian mythology）
- 有关波斯神话文章一览
- 波斯民俗（英语：Iranian folklore）
- 波斯文学
- 原始印度 - 伊朗宗教（英语：Proto-Indo-Iranian religion）
- 琐罗亚斯德教
- 亚美尼亚神话（英语：Armenian mythology）